# Ягодка любви
«Ягодка любви» — чёрно-белая, немая, короткометражная комедия режиссёра Александра Довженко, снятая им по собственному сценарию на Первой (одесской) кинофабрике ВУФКУ в 1926 году.

## Сюжет
Парикмахер Жан Колбасюк узнаёт от своей подружки о несколько неожиданном появлении у них ребёнка. Не готовый к роли отца, молодой человек всячески пытается избавиться от оставленного ему младенца. После последовавших нескольких неудачных попыток подбросить малютку ничего не подозревающим гражданам, Колбасюк, получивший к тому времени повестку из нарсуда, соглашается на регистрацию брака и только потом узнаёт от Лизы, что ребёнок, послуживший катализатором происшедшего, был взят ею у тёти.

## В ролях
- Марьян Крушельницкий — Жан Колбасюк
- Маргарита Барская — Лиза
- Дмитрий Капка — приказчик
- Иван Замычковский — толстяк
- Владимир Лисовский — старикашка
- Леонид Чембарский — пижон
- Игорь Земгано — фотограф
- Николай Надемский — продавец

## Съёмочная группа
- Автор сценария и режиссёр-постановщик: Александр Довженко
- Операторы: Даниил Демуцкий, Иосиф Рона
- Художник: Иван Суворов
- Композитор: Ростислав Бойко (автор более позднего музыкального оформления)